# Raymond Lemoigne
Raymond Pierre Lemoigne (* 15. Juni 1920 in Paris; † 25. Oktober 2000 ebenda) war ein französischer Kameramann.

## Leben
Raymond Lemoigne war zunächst Assistent des Kameramanns Marcel Grignon und arbeitete in dieser Funktion z. B. auch bei Rififi mit. Ab 1960 übernahm Lemoigne Verantwortung als Chefkameramann. Bei den von ihm fotografierten Streifen handelte es sich um künstlerisch wenig bedeutende, aber meist recht erfolgreiche Filme des französischen Unterhaltungskinos, darunter einige mit dem Schauspieler Louis de Funès. Ab Beginn der 70er Jahre war Lemoigne fast ausschließlich für das Fernsehen tätig.

## Filmografie (Auswahl)
- 1960: Begierde am Meer (La mort a les yeux bleus)
- 1960: Bevor der Mensch zum Teufel geht (Spanish fiesta)
- 1961: Paradiesvogel (Geliebt und nie vergessen) (L’oiseau de paradis)
- 1961: Tin-Tin und das Geheimnis vom goldenen Vlies (Tintin ou la mystère de la toison d‘or)
- 1962: Das Mädchen Ariane (Strip-tease)
- 1963: O.S.S. 117 greift ein (O.S.S. 117 se déchaîne)
- 1963: Vorsicht, meine Damen! (Méfiez-vous, Mesdames)
- 1964: Heiße Hölle Bangkok (Banco à Bangkok pour O.S.S. 117)
- 1965: Caroline und die Männer über vierzig (Moi et les hommes de 40 ans)
- 1965: Und die Wälder werden schweigen (Le chant du monde)
- 1965: Fantomas gegen Interpol (Fantômas se déchaîne)
- 1966: Scharfe Kurven für Madame (Le grand restaurant)
- 1967: Oscar
- 1967: Der goldene Schlüssel (L’homme qui valait des milliards)
- 1967: Der grausame Job (Peau d‘espion)
- 1968: Der Rächer aus dem Sarg (Sous le signe de Monte Cristo)
- 1969: Onkel Paul, die große Pflaume (Hibernatus)
- 1969: Kasimir, mir graut vor dir (Le bourgeois gentil mec)